# Euphorbia mayurnathanii
Espèce
Classification phylogénétique
Statut de conservation UICN

 EW  : Éteint à l'état sauvage
Euphorbia mayurnathanii est une espèce de plante grasse du genre Euphorbia de la famille des Euphorbiacées.